# Mészáros Kitty
Mészáros Kitty (Budapest, 1988. május 2. –) magyar színésznő.

## Élete
A Kertész utcai Általános Iskola és Szakiskola tanulója volt. Számos darabban játszott, mint például A dzsungel könyve. 2005–től 2008-ig ő játszotta Pongrácz Barbara szerepét a TV2 Jóban Rosszban című sorozatában.
Színházi szerepei
- Néma Levente - Carlotta
- Dzsungel könyve - Bagira
- Grease - Sandy
- Portugál - Masni
- Vesztegzár a Grand Hotelben

## Filmjei
- Történetek az elveszett birodalomból (2005)
- Jóban Rosszban (2005-2008)
- Act/or (2015)